# Adolphe Joseph Carcassonne
Pour l’article homonyme, voir Carcassonne (homonymie).
Joseph Vidal Adolphe Carcassonne, né le 15 mars 1826 à Marseille et mort le 21 septembre 1891 dans le 1er arrondissement de Paris ou le 8 octobre 1894 à Marseille, est un auteur dramatique et militant républicain français.

## Biographie

### Juif marseillais
Joseph Vidal Adolphe Carcassonne est né le 15 mars 1826 à Marseille. Commerçant juif, né au sein d'une famille modeste et élevé par les soins du Consistoire, Adolphe Carcassonne est marié, sans enfant mais avec une nièce à charge.
Membre du Consistoire, il participe à l'inauguration de la nouvelle synagogue de Marseille en 1864.

### Républicain
Sous le Second Empire, il est arrêté et emprisonné à deux reprises à cause de ses convictions républicaines, d'abord juste après le coup d’État du 2 décembre 1851 puis après l'attentat d'Orsini en 1858,. Fréquentant les milieux républicains et ami de Gaston Crémieux, il est témoin à son mariage.
Il est élu conseiller municipal de Marseille le 28 mars 1870 (où il propose de taxer les riches pour financer la Ligue du Midi) et adhère à la Ligue du Midi. Il entre à son Comité central et devient commissaire général des Bouches-du-Rhône,.
En septembre 1870, il devient membre du comité provisoire de la Défense Nationale. Lors du soulèvement de Marseille le 1er novembre 1870, il est élu président de la Commune révolutionnaire proclamée à Marseille,, plutôt dirigée en réalité par Gustave Paul Cluseret. Dès le lendemain, le nouveau commissaire du gouvernement, Alphonse Gent, envoyé par Gambetta, commence à rétablir l'ordre. Le 4 novembre 1870, Gent dissout la Commune de Marseille.
Le rôle d'Adolphe Carcassonne dans l'insurrection de mars 1871 à Marseille n'est pas clair, mais il semble y avoir participé. Il s'exile ensuite en Suisse où ses affaires commerciales prospèrent. Il revient à Marseille en 1873.
En 1878, il présente une candidature infructueuse aux élections législatives,. Ensuite, il cesse toute activité politique.

### Dramaturge et poète
Adolphe Carcassonne est aussi poète et auteur dramatique, pour enfants et jeunes essentiellement,.

Gravures montrant des scènes de La Fille du franc-juge, représentée à Marseille en 1860
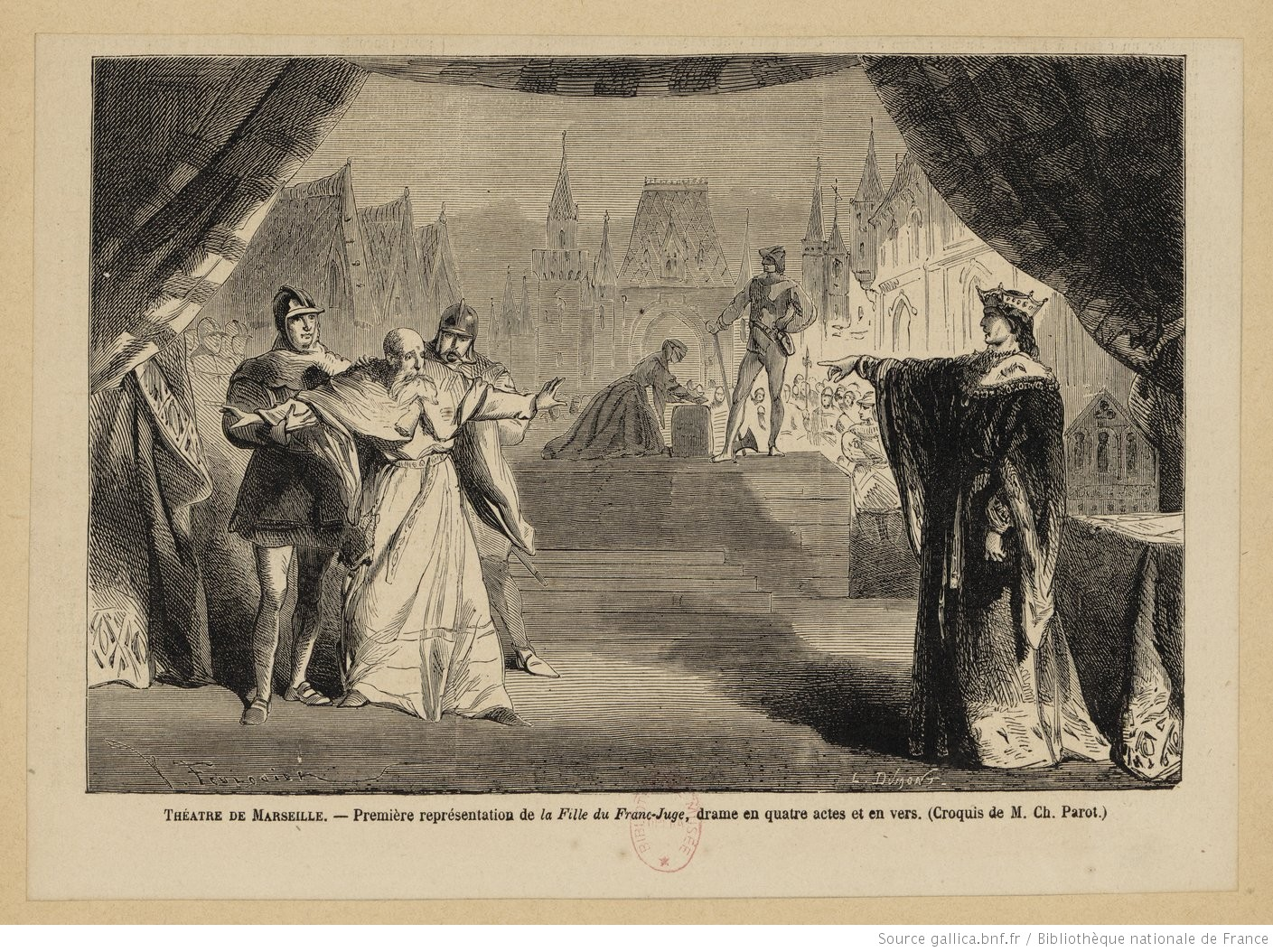
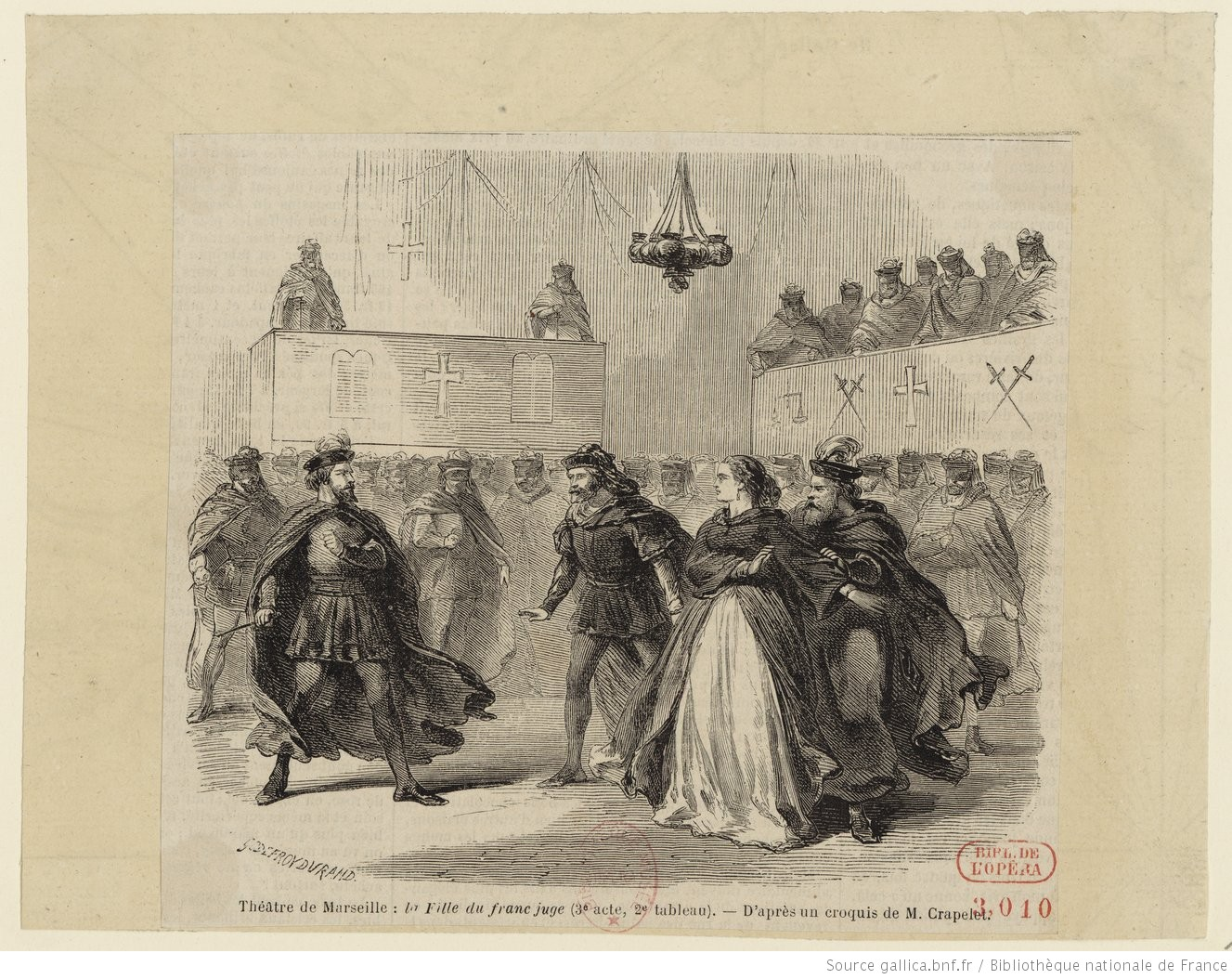

Son drame en vers La Fille du franc-juge est, selon le Journal de Toulouse, favorablement accueilli par Victor Hugo, qui écrit à l'auteur pour le féliciter. Un autre périodique méridional, l'hebdomadaire montpelliérain Le Furet, salue également le succès de cette pièce. Au contraire, selon le journal Le Fantaisiste, la pièce d'Adolphe Carcassonne intitulée Le Siège de Marseille est « un four ». Le journaliste critique sévèrement le style et l'intrigue. En 1879, Le journal La France qualifie Adolphe Carcassonne de « poëte distingué, dont l'œuvre est considérable et digne d'attention ».
Dans sa pièce intitulée En Chine (1887), parue dans le recueil Théâtre de jeunes filles, Carcassonne fait référence à ce que le public français croit connaître de la Chine, par exemple en mentionnant dans les disdascalies le « geste chinois », à savoir « l’index debout à la hauteur de leurs têtes ». Cette pièce est uniquement pédagogique et ne donne pas lieu à une représentation commerciale.
De 1881 à 1886, il est secrétaire particulier auprès du directeur du journal La Petite République française. Ensuite, ses revenus se réduisent considérablement.
Il meurt le 21 septembre 1891 dans le 1er arrondissement de Paris ou le 8 octobre 1894 à Marseille,

## Œuvres
- Premières Lueurs poésies, Paris, Dentu, 1852, 210 p. (lire en ligne)[1],[7].
- Le Jugement de Dieu (livret d'opéra en quatre actes), 1860 (lire en ligne)[7].
- La Fille du franc-juge : Drame en quatre actes et cinq tableaux, en vers (drame en quatre actes en vers), 1860, 120 p. (lire en ligne)[7] joué au Grand Théâtre en 1860[1].
- Le Siège de Marseille (drame en cinq actes), 1862[7] présenté au Théâtre du Gymnase en avril 1862[1].
- La Fête de Molière (comédie en un acte), 1863[7] également jouée au Théâtre du Gymnase en 1863[1].
- Les Gouttes d'eau, rimes, Marseille, Barlatier-Fessat, 1869, 166 p. (lire en ligne)[1],[7].
- La Leçon de géographie, légende alsacienne de 1871, Paris, impr. de Collombon et Brûlé, 1878, 3 p. (lire en ligne)[7].
- Théâtre d'enfants comédies (petites comédies en vers), 1878[7].
- Le Pacte : Légende en un acte en vers, Genève, Cherbuliez, 1878, 74 p. (lire en ligne).
- Molière et la Médecine, 1878[7].
- Théâtre d'adolescents, 1880[7].
- Pièces à dire, Paris, Paul Ollendorf, 1881, 196 p. (lire en ligne)
- Nouvelles pièces à dire, Paris, Paul Ollendorf, 1884, 215 p. (lire en ligne)
- Scènes à deux, sélection de pièces pour jeune public[7].
- Répliques enfantines, petites pièces à réciter, Paris, P. Ollendorff (Paris), 1885, 211 p. (lire en ligne)[7]
- Mariage de fleurs, 1886[7].
- Théâtre de jeunes filles, pièces à jouer dans les familles et dans les pensionnats, Paris, Paul Ollendorf, 1887, 252 p. (lire en ligne)[7]
- Nouveau théâtre d'enfants : dix pièces en prose à jouer dans les familles et dans les pensionnats, Paris, C. Marpon et E. Flammarion, 1889, 285 p. (lire en ligne)

### Notices dans des dictionnaires
- Pierre Larousse, Grand Dictionnaire universel du XIXe siècle, t. XVII, 2e supplément, Paris, s.d., p. 733 (consultable en ligne sur Gallica).
- Bernard Noël, Dictionnaire de la Commune, t. 1, Paris, Flammarion, coll. « Champs » (no 35 et 54), 1978, 327+291 p., p. 107.
- (en) Isidore Singer et Isaac Broydé, « Carcassonne, Adolphe Joseph », dans Jewish Encyclopedia, 1901-1906 (lire en ligne), p. 572.
- Roger Vignaud, « Carcassonne Adolphe, Joseph, Vital », dans Le Maitron, Maitron/Éditions de l'Atelier, 3 mai 2022 (lire en ligne).